# 社会主义兄弟之吻

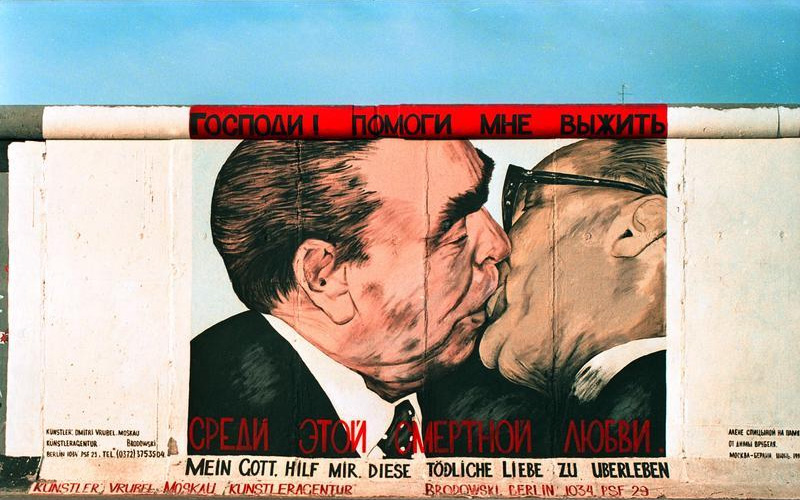
1990年柏林墙涂鸦《我的上帝，助我在這致命之愛中存活》

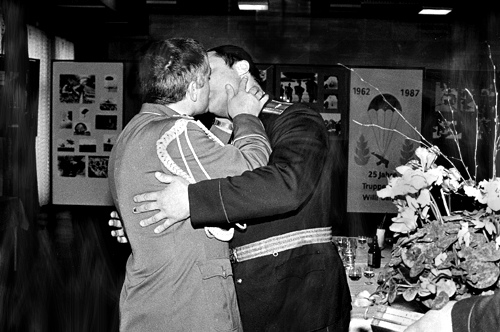
东德人民军和红军军官间的“社会主义兄弟之吻”

社会主义兄弟之吻，又称社会主义兄弟般的拥抱，是一部分马列社会主义国家政治家之间的一种特殊问候方式。该行为据称可以展现马列社会主义国家间存在的“特殊联系”。
“社会主义兄弟之吻”包含有一次拥抱和三次交替亲吻双颊。在非常罕见的情况下，当两位领导人认为双方格外亲近时，双方会直接亲吻对方的嘴而不亲吻脸颊。“社会主义兄弟般的拥抱”则包含连续三个深度拥抱，身体两边左右交替，不涉及亲吻。该问候方式主要为亚洲共产党国家领导人所采用，因为亚洲没有通过亲吻脸颊表示问候的传统。冷战期间，亚洲共产党领导人通常接受来自欧洲和古巴人的亲吻，但自己之间则不进行亲吻。
自从中东欧共产党政权倒台以后，“社会主义兄弟之吻”已经不再流行。不过，“社会主义兄弟般的拥抱”则继续在亚洲共产党领导人间流行。此外，古巴也采用了亚洲模式。

## 历史
该行为源自欧洲，家庭成员或朋友间会以亲吻脸颊的方式表示问候。该行为也与东正教兄弟会或复活节之吻有关。这一行为在东正教教堂的仪式中根深蒂固，表达能力很强，因此在日常生活中得到了应用。
作为平等、博爱和团结的象征，“社会主义兄弟之吻”体现了19世纪中叶至末期新兴工人运动的激情。十月革命后，随着共产国际的建立，这一原本自发的行为逐渐演变成了一种仪式，成为了共产党同志之间正式问候的方式。由于许多共产党员和社会主义者当时前往地处偏远的苏俄，不得不要进行漫长、艰苦而危险的旅行，这种象征着牢固友谊的行为也因此变得更加流行。 
随着第二次世界大战后共产主义的扩张，苏联不再是唯一的共产主义国家。“社会主义兄弟之吻”成为共产党国家领导人之间礼节性问候的方式。第三世界的社会主义领导人，巴勒斯坦解放组织和非洲人国民大会等有社会主义倾向的解放运动的领导人也都开始采用“兄弟之吻”或“兄弟般的拥抱”。

## 苏联问题研究
一些苏联问题研究专家会特别关注共产党领导人之间是否互相拥抱。跳过这一常规会被视作双方关系处于较低水平的象征。
例如，在中苏交恶之后，中国人拒绝拥抱苏联同行，或拒绝称苏联人为“同志”。即使在1989年双方关系正常化后，中国大陸领导人在问候苏联领导人时仍然跳过了“兄弟般的拥抱”。不过，中国大陸领导人在与其他共产党国家的领导人会面时仍会互相拥抱。这样做是为了强调中苏关系没有恢复到中苏分裂前1950年代的水平。中国大陸外交礼节中特别表示与苏联人“只握手，不拥抱”。
由于其重要的象征意义，即使存在有严重分歧，共产党领导人通常仍会互相拥抱，以免给公众造成关系紧张的印象。例如，虽然中国大陸和越南对南沙群岛的主权存在异议，但是中国大陸和越南领导人仍会互相拥抱。

## 亲吻脸颊
“社会主义兄弟之吻”不应与世界领导人之间通常的亲吻脸颊相混淆。例如，法国总统传统上也会通过亲吻双颊来问候世界各国领导人。不过，这并不是“社会主义兄弟之吻”，原因是只亲吻两次，而且没有意识形态的含义。戴高乐主义的总统和社会党总统都采用这种做法。

## 流行文化
“社会主义兄弟之吻”因东德领导人、德国统一社会党总书记埃里希·昂纳克和苏联领导人、苏联共产党总书记列昂尼德·勃列日涅夫二人接吻的照片而知名，此后，它以涂鸦的形式在柏林墙出现，名为《我的上帝，助我在這致命之愛中存活》。